# Adergudunbades

Fronteira romano-persa na Antiguidade Tardia

Adergudunbades (em grego: Ἀδεργουδουνβάδης) foi um proeminente nobre, general e canaranges sassânida nos reinados de Cavades I (r. 488–496; 499–531) e Cosroes I (r. 531–579). A principal fonte sobre ele é a obra do historiador bizantino Procópio de Cesareia. Seu nome nativo foi provavelmente Adurgundbād, uma abreviação de Adurgushnaspbād. Segundo Parvaneh Pourshariati, Canaranges, um dos oficiais persas mencionados por Procópio, seria o próprio Adergudunbades.

## Biografia
Adergudunbades aparece pela primeira vez em 488, quando, ainda jovem, já possuía reputação como soldado. Nesse ano, ajudou Cavades a subir ao trono persa contra seu tio Balas (r. 484–488). Como recompensa, Cavades elevou-o ao importante posto de canaranges, o governador da província nordeste de Abarxar que era contígua ao território do Império Heftalita, substituindo seu parente, Gusanastades, que foi executado. Pouco se sabe de Adergudunbades durante as décadas subsequentes, salvo que teve considerável sucesso como general: Procópio cita que sujeitou doze tribos bárbaras ao governo persa. Participou na Guerra Anastácia, estando envolvido no cerco e captura de Amida em 502.
Quando Cosroes tornou-se xá em 531, uma conspiração foi formada por Aspebedes e outros nobres para derrubá-lo e elevar seu sobrinho Cavades, o filho do segundo filho mais velho de Cavades I, Zames - que não poderia reivindicar para si o trono, pois era cego de um olho - para o trono. A conspiração foi descoberta e suprimida, mas Cavades, que ainda era uma criança, estava longe da corte, sendo criado por Adergudunbades. Cosroes enviou ordens para matar Cavades, mas ele desobedeceu e manteve-o em segredo, até que foi traído em 541 pelo próprio filho, Varrames. Cosroes executou-o, mas Cavades, ou alguém afirmando ser ele, conseguiu fugir para o Império Bizantino.